# Mildstedt
Mildstedt (północnofryz. Melst, duń. Mildsted) – gmina w Niemczech w kraju związkowym Szlezwik-Holsztyn, w powiecie Nordfriesland, siedziba urzędu Nordsee-Treene.